# ائوجن باربو
ائوجن باربو (رومانیایی: Eugen Barbu؛ ‏ تلفظ رومانیایی: [e.uˈdʒen ˈbarbu]؛ ‏ ۲۰ فوریهٔ ۱۹۲۴ – ۷ سپتامبر ۱۹۹۳) رمان‌نویس، نویسنده داستان کوتاه و تاریخ ادبیات مدرن، فیلم‌نامه‌نویس، روزنامه‌نگار اهل رومانی بود. وی «عضو آکادمی رومانی» هم بود، اما جایگاهش در این آکادمی به سبب اتهام‌هایی که در زمینهٔ دستبرد فکری در یکی از رمان‌هایش با آن مواجه بود و همچنین کارزارهای یهودستیزی که در دو روزنامه آغاز کرده بود، مورد اعتراض و انتقاد شدید بود. وی به‌همراه یکی از شاگردانش، «حزب بزرگ رومانی» را پایه‌گذاری کرد که یک حزب ملی‌گرایانه بود.
او همچنین فیلم‌نامهٔ چند فیلم را نگاشت که در برخی آنها همسرش مارگا باربو ایفای نقش نمود. از فیلم‌هایی که وی در آنها نقش داشته است، می‌توان به عمو مارین میلیاردر اشاره کرد.